# Peter Weiss
Peter Ulrich Weiss (n. 8 noiembrie 1916, Nowawes⁠(d), Potsdam, Regatul Prusiei, Imperiul German – d. 10 mai 1982, Stockholm, Suedia) a fost un scriitor, dramaturg și cineast german.
Printre cele mai valoroase piese de teatru ale sale se numără: Persecuția și asasinarea lui Jean-Paul Marat reprezentată de trupa de jucători ai ospiciului din Charenton sub îndrumarea marchizului de Sade (în germană: "Die Verfolgung und Ermordung Jean Paul Marats dargestellt durch die Schauspielgruppe des Hospizes zu Charenton unter Anleitung des Herrn de Sade"), Investigarea ("Die Ermittlung"). Între 1971-1981 a publicat romanul în 3 volume (cca. 1000 pagini) Estetica Rezistenței ("Die Ästhetik des Widerstands").
A mai avut preocupări și în domeniul picturii și al graficii.
S-a născut în familia unui industriaș evreu.
La venirea la putere a lui Hitler, deci și a manifestării tot mai intense a antisemitismului, familia sa se refugiază mai întâi la Londra, ca apoi să plece în Suedia.
Își începe cariera literară scriind mai întâi în suedeză și apoi în germană.
În 1965 a primit Premiul Lessing, iar în anul următor "Premiul Heinrich Mann".
I se acordă postum Premiul Georg Büchner (în 1982).

## Vezi și
- Listă de dramaturgi de limbă germană
- Listă de piese de teatru germane

## Legături externe
- Peter Weiss la Internet Movie Database
- Marat/Sade
- Inferno
- The Investigation